# Albumy numer jeden w roku 1987 (Japonia)
Notowanie Weekly LP Chart (jap. 週間LPランキング Shūkan LP Chāto) przedstawia najlepiej sprzedające się LP w Japonii do 28 września 1987 roku. 5 października 1987 roku zostało zastąpione przez Weekly Album Chart (jap. 週間アルバムランキング Shūkan Arubamu Chāto). Publikowane są przez magazyn Oricon Style, a dane skompletowane zostały przez Oricon w oparciu o cotygodniowe wyniki sprzedaży fizycznej albumów i LP. Poniżej znajdują się tabele prezentujące najpopularniejsze płyty w danych tygodniach w roku 1987.

## Oricon Weekly Album Chart
| Data            | Album                                                                     | Wykonawca              | Źródło |
| --------------- | ------------------------------------------------------------------------- | ---------------------- | ------ |
| 5 stycznia      | wstrzymanie publikacji                                                    | wstrzymanie publikacji | [ 2 ]  |
| 12 stycznia     | CRIMSON                                                                   | Akina Nakamori         | [ 2 ]  |
| 19 stycznia     | CRIMSON                                                                   | Akina Nakamori         | [ 2 ]  |
| 26 stycznia     | CRIMSON                                                                   | Akina Nakamori         | [ 2 ]  |
| 2 lutego        | Itoguchi (jap. いとぐち)                                                  | Mamiko Takai           | [ 2 ]  |
| 9 lutego        | Itoguchi (jap. いとぐち)                                                  | Mamiko Takai           | [ 2 ]  |
| 16 lutego       | Crystal Night                                                             | 1986 Omega Tribe       | [ 2 ]  |
| 23 lutego       | Crystal Night                                                             | 1986 Omega Tribe       | [ 2 ]  |
| 2 marca         | SIDE LINE                                                                 | Onyanko Club           | [ 2 ]  |
| 9 marca         | MARINA                                                                    | Marina Watanabe        | [ 2 ]  |
| 16 marca        | Mind Note                                                                 | Jun’ichi Inagaki       | [ 2 ]  |
| 23 marca        | Mind Note                                                                 | Jun’ichi Inagaki       | [ 2 ]  |
| 30 marca        | realtime to paradise                                                      | Kiyotaka Sugiyama      | [ 2 ]  |
| 6 kwietnia      | realtime to paradise                                                      | Kiyotaka Sugiyama      | [ 2 ]  |
| 13 kwietnia     | realtime to paradise                                                      | Kiyotaka Sugiyama      | [ 2 ]  |
| 20 kwietnia     | realtime to paradise                                                      | Kiyotaka Sugiyama      | [ 2 ]  |
| 27 kwietnia     | realtime to paradise                                                      | Kiyotaka Sugiyama      | [ 2 ]  |
| 4 maja          | Fūmu (jap. 風夢)                                                          | Yuki Saitō             | [ 2 ]  |
| 11 maja         | GO                                                                        | The Checkers           | [ 2 ]  |
| 18 maja         | GO                                                                        | The Checkers           | [ 2 ]  |
| 25 maja         | Strawberry Time                                                           | Seiko Matsuda          | [ 2 ]  |
| 1 czerwca       | Strawberry Time                                                           | Seiko Matsuda          | [ 2 ]  |
| 8 czerwca       | REMIX REBECCA                                                             | Rebecca                | [ 2 ]  |
| 15 czerwca      | REMIX REBECCA                                                             | Rebecca                | [ 2 ]  |
| 22 czerwca      | REMIX REBECCA                                                             | Rebecca                | [ 2 ]  |
| 29 czerwca      | Whitney – II ~ Suteki na Somebody (jap. ホイットニーII〜すてきなSomebody) | Whitney Houston        | [ 2 ]  |
| 6 lipca         | CLUB SURFBOUND                                                            | Shōgo Hamada           | [ 2 ]  |
| 13 lipca        | TIME-19                                                                   | Shōnentai              | [ 2 ]  |
| 20 lipca        | CLUB SURFBOUND                                                            | Shōgo Hamada           | [ 2 ]  |
| 27 lipca        | BREATH                                                                    | Misato Watanabe        | [ 2 ]  |
| 3 sierpnia      | THE CHECKERS BEST                                                         | The Checkers           | [ 2 ]  |
| 10 sierpnia     | BREATH                                                                    | Misato Watanabe        | [ 2 ]  |
| 17 sierpnia     | LICENSE                                                                   | Tsuyoshi Nagabuchi     | [ 2 ]  |
| 24 sierpnia     | REQUEST                                                                   | Mariya Takeuchi        | [ 2 ]  |
| 31 sierpnia     | LICENSE                                                                   | Tsuyoshi Nagabuchi     | [ 2 ]  |
| 7 września      | Cross My Palm                                                             | Akina Nakamori         | [ 2 ]  |
| 14 września     | PSYCHOPATH                                                                | BOØWY                  | [ 2 ]  |
| 21 września     | PSYCHOPATH                                                                | BOØWY                  | [ 2 ]  |
| 28 września     | Bad                                                                       | Michael Jackson        | [ 2 ]  |
| 5 października  | Bad                                                                       | Michael Jackson        | [ 2 ]  |
| 12 października | Bad                                                                       | Michael Jackson        | [ 2 ]  |
| 19 października | BIRDS                                                                     | Hideaki Tokunaga       | [ 2 ]  |
| 26 października | Nothing Like the Sun (jap. ナッシング・ライク・ザ・サン)                  | Sting                  | [ 2 ]  |
| 2 listopada     | NATURALLY                                                                 | Naoyuki Fujii          | [ 2 ]  |
| 9 listopada     | GARLAND                                                                   | Yōko Minamino          | [ 2 ]  |
| 16 listopada    | COLLECTION                                                                | Miho Nakayama          | [ 2 ]  |
| 23 listopada    | humansystem                                                               | TM Network             | [ 2 ]  |
| 30 listopada    | Snow Garden                                                               | Seiko Matsuda          | [ 2 ]  |
| 7 grudnia       | Poison                                                                    | Rebecca                | [ 2 ]  |
| 14 grudnia      | Diamond Dust ga kienumani (jap. ダイアモンドダストが消えぬまに)           | Yumi Matsutōya         | [ 2 ]  |
| 21 grudnia      | Diamond Dust ga kienumani (jap. ダイアモンドダストが消えぬまに)           | Yumi Matsutōya         | [ 2 ]  |
| 28 grudnia      | Diamond Dust ga kienumani (jap. ダイアモンドダストが消えぬまに)           | Yumi Matsutōya         | [ 2 ]  |